# Kathryn Newton
Pour les articles homonymes, voir Newton.
Kathryn Newton, née le 8 février 1997 à Orlando, (Floride, États-Unis), est une actrice américaine.
Elle commence sa carrière en 2008 en devenant l'un des personnages principaux de la série télévisée La Nouvelle Vie de Gary. Elle décroche son premier grand rôle au cinéma en 2012 avec le film Paranormal Activity 4.
En 2019, elle est l'un des personnages centraux de la série télévisée The Society, diffusée sur le service Netflix.

## Biographie

### Enfance & débuts
Kathryn Newton est née le 8 février 1997 à Orlando, (Floride, États-Unis). Elle est l'unique enfant de Robin and David Newton. Elle est diplômée de Notre Dame High School en 2015.
Elle joue au golf depuis ses huit ans.

### Vie privée
Elle est proche des acteurs Camila Mendes, Graham Phillips et Miles Heizer.

### Carrière
Elle commence sa carrière en 2008 avec le rôle principal dans la série télévisée La Nouvelle Vie de Gary qui durera seulement deux saisons. L'année suivant l'annulation de la série, elle fait ses premiers pas au cinéma avec un rôle dans le film Bad Teacher.
En 2012, elle obtient son premier rôle principal au cinéma dans Paranormal Activity 4, quatrième volet de la série de films horrifique.
En 2014, elle obtient le rôle récurrent de Claire Novak, la fille de Jimmy Novak, le véhicule humain de Castiel (Misha Collins) dans la série télévisée Supernatural (qu'elle gardera jusqu'en 2018), aux côtés des frères Sam et Dean Winchester interprétés par Jared Padalecki et Jensen Ackles.
En 2017, elle connait son premier succès critique en jouant dans la mini-série événement de la chaîne HBO, Big Little Lies, dans laquelle elle interprète la fille du personnage de Reese Witherspoon. La série remportera multiples récompenses dont un Primetime Emmy Award et un Golden Globe dans la catégorie meilleure mini-série ou meilleur téléfilm. Le succès permet à la série d'obtenir une deuxième saison dans laquelle, l'actrice est promue à la distribution principale.
Toujours en 2017, elle obtient des rôles secondaires dans Lady Bird et Three Billboards : Les Panneaux de la vengeance, deux films au succès critiques important, et nommés lors de la 90e cérémonie des Oscars.
En 2019, elle joue aux côtés de Lucas Hedges et Julia Roberts dans Ben is Back et elle est à l'affiche du blockbuster Pokémon : Détective Pikachu de Rob Letterman avec Ryan Reynolds et Justice Smith. Elle est également l'un des personnages principaux de la série télévisée The Society, diffusée sur Netflix, inspiré du roman culte Sa Majesté des mouches.
En décembre 2020, Disney a annoncé que Kathryn Newton incarnera Cassie Lang, la fille de Scott Lang interprété par Paul Rudd dans le film Ant-Man and the Wasp: Quantumania de Peyton Reed qui sortira en 2023.

## Filmographie

### Cinéma

#### Longs métrages
- 2011 : Bad Teacher de Jake Kasdan : Chase Rubin-Rossi
- 2012 : Paranormal Activity 4 d'Henry Joost et Ariel Schulman : Alex Nelson
- 2015 : The Martial Arts Kid (en) de Michael Baumgarten (cinéastre) : Rina
- 2016 : Mono de Jarrett Lee Conaway : Katie
- 2017 : Lady Bird de Greta Gerwig : Darlene Bell
- 2017 : Three Billboards : Les Panneaux de la vengeance (Three Billboards Outside Ebbing, Missouri) de Martin McDonagh : Angela Hayes
- 2018 : Contrôle parental (Blockers) de Kay Cannon : Julie Decker
- 2019 : Ben is Back de Peter Hedges : Ivy Burns
- 2019 : Pokémon : Détective Pikachu de Rob Letterman : Lucy Stevens
- 2020 : Freaky de Christopher Landon : Millie Kessler
- 2021 : Itinéraire des petites choses (The Map of Tiny Perfect Things) de Ian Samuels : Margaret
- 2023 : Ant-Man et la Guêpe : Quantumania de Peyton Reed : Cassie Lang
- 2024 : Lisa Frankenstein de Zelda Williams : Lisa Swallows
- 2024 : Winner de Susanna Fogel : Brittany Winner
- 2024 : Abigail de Tyler Gillett et Matt Bettinelli-Olpin : Sammy
- 2026 : Ready or Not 2: Here I Come de Tyler Gillett et Matt Bettinelli-Olpin
- Prochainement : Devil's Mouth de Jeff Wadlow

#### Courts métrages
- 2003 : Abbie Down East d'Ellen-Alinda Verhoeff : Mahala Burgess
- 2003 : Bun-Bun de Katie Fleischer et Ellen-Alinda Verhoeff : Chloe

### Télévision

#### Séries télévisées
- 2008 - 2010 : La Nouvelle Vie de Gary (Gary Unmarried) : Louise Brooks (36 épisodes)
- 2013 - 2014 : Doggyblog (Dog With a Blog) : Emily Adams (3 épisodes)
- 2014 - 2018 : Supernatural : Claire Novak (6 épisodes)
- 2017 - 2019 : Big Little Lies : Abigail "Abbie" Carlson (14 épisodes)
- 2017 : Les Quatre Filles du docteur March (Little Women) : Amy March (3 épisodes)
- 2019 : The Society : Allie Pressman (10 épisodes)

### Clip
- 2019 : Post Malone - "Goodbyes" ft. Young Thug[5]

## Voix francophones
En France, Kathryn Newton n'a pas de voix attitrée, mais Camille Donda et Rebecca Benhamour sont les seules à l'avoir doublée à deux reprises sur Big Little Lies et Lisa Frankenstein pour la première et Ben is Back et Pokémon: Détective Pikachu pour la seconde Margaux Maillet lui prête sa voix dans Ant-Man 3, Zina Khakhoulia dans Freaky, puis  Juliette Lamboley Dans le film Abigail